# Semriacher Becken

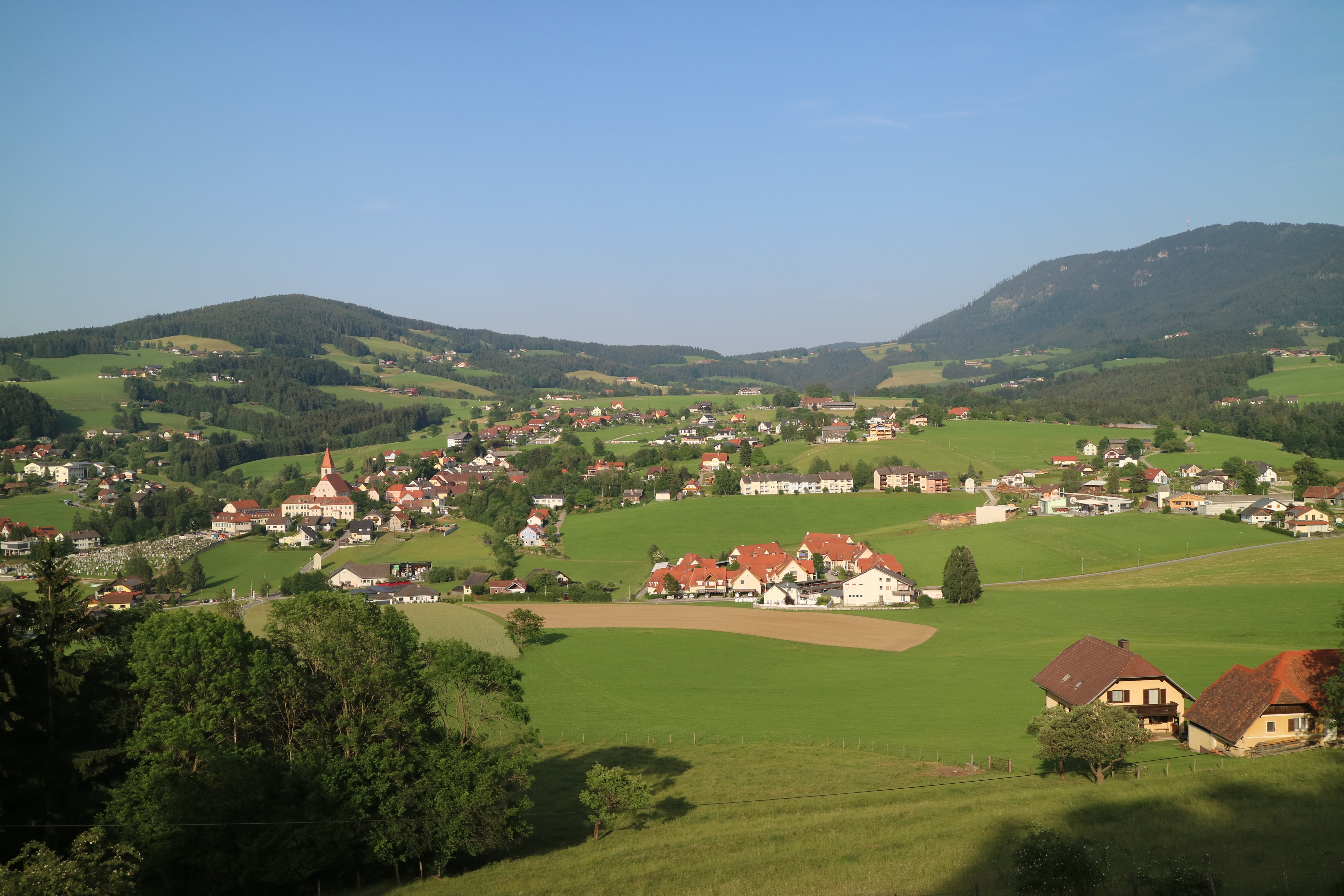
Blick auf Semriach im Semriacher Becken mit dem Windhofkogel (links) und dem Schöckl (rechts) im Hintergrund

Das Semriacher Becken ist ein im östlichen Grazer Bergland östlich der Mur und der Tanneben gelegenes inneralpines Becken. Im Becken liegt der namensgebende Ort Semriach. Das Becken zeichnet sich vor allem dadurch aus, dass es keinen oberflächigen Abfluss seiner Gewässer gibt, sondern diese durch den Lurbach und die Lurgrotte unterirdisch zur Mur hin entwässern.

## Geographie
Das Semriacher Becken wird im Süden von den nordwärts streichenden Ausläufern des Niederschöckls, der die westliche Flanke des Schöckls bildet, begrenzt. Im Westen trennt das Kalkmassiv der Tanneben das Semriacher Becken vom Murtal. Durch die im Tannebenmassiv liegende Lurgrotte, eine Tropfsteinhöhle, entwässert das Becken zur Mur hin. Den nördlichen Rand des Beckens markiert der Höhenzug zwischen Hochtrötsch, Fragnerberg und Rechberg. Der östliche Beckenrand ist nicht so deutlich ausgeprägt und von der Wasserscheide zum Passailer Becken und dem Windhofkogel gebildet. Das gesamte Becken entwässert unterirdisch durch den Lurbach.
Das Semriacher Becken befindet sich vollständig im Gemeindegebiet von Semriach. Neben dem namensgebenden Ort liegen auch noch mehrere kleine Ansiedlungen im Becken. Durch seine inneralpine Lage und fehlende offene Flusstäler besteht im Becken eine schlechte Durchlüftung. Durch die so gebildeten und kaum durchwirbelten Kaltluftschichten kommt es vor allem im Bereich der Beckensohle und an den Hangfußlagen auch im Sommer zu Frosttagen. Die gesamte Zahl an Frosttagen in einem Jahr beträgt über 170 und es können Minimaltemperaturen von unter −30 °C auftreten. Die klimatisch günstigsten Beckenlagen befinden sich in Seehöhen von etwa 850 bis 900 Meter, da dort der Wind aus dem Murtal für eine bessere Durchlüftung sorgt.

## Geologie
Die Geologie und komplexe Entstehungsgeschichte des Semriacher Beckens ist nur wenig untersucht. Der Geograph Herbert Paschinger sah 1974 in dem Becken vor allem wegen der umgebenden Berge, die sich aus Kalkmassiven zusammensetzen, ein ehemaliges Polje, also ein hohles Karstfeld. Dafür spricht, dass das Becken durch sogenannte Bachschwinden (Ponore) unterirdisch entwässert wird. Die bedeutendste Schwinde im Becken ist die Lurbachschwinde im Bereich der Lurgrotte, es gibt aber auch einige kleinere Schwinden wie die Katzenbachschwinde und die Eisgrube in der Gegend um die Rotte Pöllau. Der Lurbach selbst ändert nordwestlich von Semriach seine Fließrichtung ziemlich abrupt von Südwesten nach Nordwesten, was sich laut Forschungen von H. Batsche und anderen zur Entwässerung des mittelsteirischen Karsts auf eine Änderung der Entwässerung des Beckens im mittleren Pliozän, vor etwa 2,5 Millionen Jahren zurückführen lässt. Bis dahin entwässerte das Becken über den Rötschgraben. Die sich immer tiefer in ihr Tal eingrabende Mur bei Peggau zapfte aber schließlich die Entwässerung über die Tanneben an, wodurch das heutige Entwässerungssystem aktiviert wurde.
Der geologische Untergrund des Semriacher Beckens ist schlecht untersucht, da es auch kaum Aufschlüsse gibt. Unter den neogenen Verebnungsflächen und den quartären Sedimenten befinden sich mehrere Meter mächtige Schichten, die sich aus fluviatilen oder limnischen Fein- und Grobkiesen, aber auch aus Blöcken zusammensetzen, die aus dem Grazer Paläozoikum stammen. Die Kiesablagerungen sind mit Sand und Lehm untermengt und dürften im Badenium abgelagert worden sein. Auch graue und glimmerreiche Pelite lassen sich in dieser Schicht finden.